# برنهام تورپ
برنهام تورپ (به انگلیسی: Burnham Thorpe) یک روستا و محله مدنی در بریتانیا است که در King's Lynn and West Norfolk واقع شده‌است. برنهام تورپ ۹٫۵۶ کیلومتر مربع مساحت و ۱۴۴ نفر جمعیت دارد.